# Ilex bioritsensis
Ilex bioritsensis är en järneksväxtart som beskrevs av Bunzo Hayata. Ilex bioritsensis ingår i släktet järnekar, och familjen järneksväxter. Inga underarter finns listade i Catalogue of Life.